# Bataille de Globe Tavern
Guerre de Sécession
Batailles
Campagne de Richmond-Petersburg
- 1re Petersburg
- 2e Petersburg
- Jerusalem Plank Road
- Raid de Wilson–Kautz
- Stauton River Bridge
- Sappony Church
- 1re Ream's Station
- 1re Deep Bottom
- Cratère
- 2e Deep Bottom
- Globe Tavern
- 2e Ream's Station
- Raid de Beefsteak
- Chaffin's Farm
- Peebles' Farm
- Vaughan Road
- Darbytown & New Market Roads
- Darbytown Road
- Fair Oaks & Darbytown Road
- Boydton Plank Road
- Bataille de Trent's Reach
- Hatcher's Run
- Fort Stedman

La bataille de Globe Tavern, aussi connue comme la deuxième bataille de Weldon Railroad, livrée du 18 au 21 août 1864, au sud de Petersburg, en Virginie, est la deuxième tentative de l'armée de l'Union pour rompre le chemin de fer de Weldon pendant le siège de Petersburg pendant la guerre de Sécession. Une force de l'Union sous les ordres du major général Gouverneur K. Warren détruit des kilomètres de rails et résiste à des attaques des troupes confédérées commandées  par le général P. G. T. Beauregard et le lieutenant général. A. P. Hill. C'est la première victoire unioniste de la campagne de Richmond-Petersburg. Elle oblige les confédérés à transporter leur ravitaillement à 30 milles (48 km) par wagon pour contourner les nouvelles lignes de l'Union qui s'étendent plus loin vers le sud et l'ouest.

## Contexte
Alors que le siège de Petersburg commence à prendre forme, le lieutenant général de l'Union Ulysses S. Grant continue de chercher des moyens de rompre les liaisons de chemin de fer ravitaillant la ville de Petersburg, en Virginie, l'armée du général confédéré Robert E. Lee, et la capitale confédérée Richmond. L'une de ces lignes d'approvisionnement critiques est le chemin de fer de Weldon, appelé aussi le chemin de fer de Petersburg et Weldon, qui va vers le sud à Weldon, en Caroline du Nord, et le seul grand port de la Confédération restant, Wilmington, en Caroline du Nord. Lors de la bataille de Jerusalem Plank Road, du 21 au 23 juin 1864, le IIe corps parvient à détruire un court segment du Weldon avant d'être chassé par le troisième corps de l'armée de Virginie du Nord de Lee.
En août, le IIe corps opère au nord de Petersburg, menaçant Richmond et ses chemins de fer lors de la deuxième bataille de Deep Bottom. Simultanément, Grant planifie une autre attaque contre le Weldon. Le Ve corps soutenu par des unités du IXe corps, du IIe corps, et une petite division de cavalerie commandée par le brigadier général August Kautz, sont choisis pour l'attaque, sous le commandement du commandant du Ve corps, le major général Gouverneur K. Warren. Tandis que le commandant des forces confédérées, le général Robert E. Lee, observe la bataille à Deep Bottom, le général P. G. T. Beauregard est le commandant de plus haut rang à Petersburg. Le lieutenant général. A. P. Hill commande le troisième corps de la principale force d'infanterie de Beauregard.
En préparant son attaque, Grant est encouragé par un message qu'il reçoit le 17 août, du président Abraham Lincoln :
« J'ai vu votre dépêche exprimant votre répugnance à rompre votre emprise là où vous êtes. Je ne'y suis pas prêt non plus. Accrochez-vous avec une mâchoire de bouledogue, mâchez et étouffez autant que possible. »
Grant a fait remarquer à son état-major, « Le Président a plus de nerf que n'importe lequel de ses conseillers ».

## Forces en présence

### Union

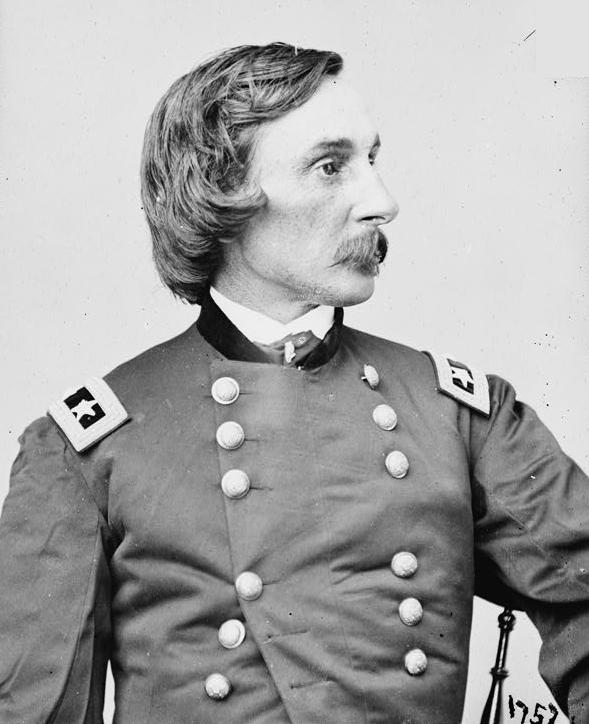
Gouverneur K. Warren Ve corps
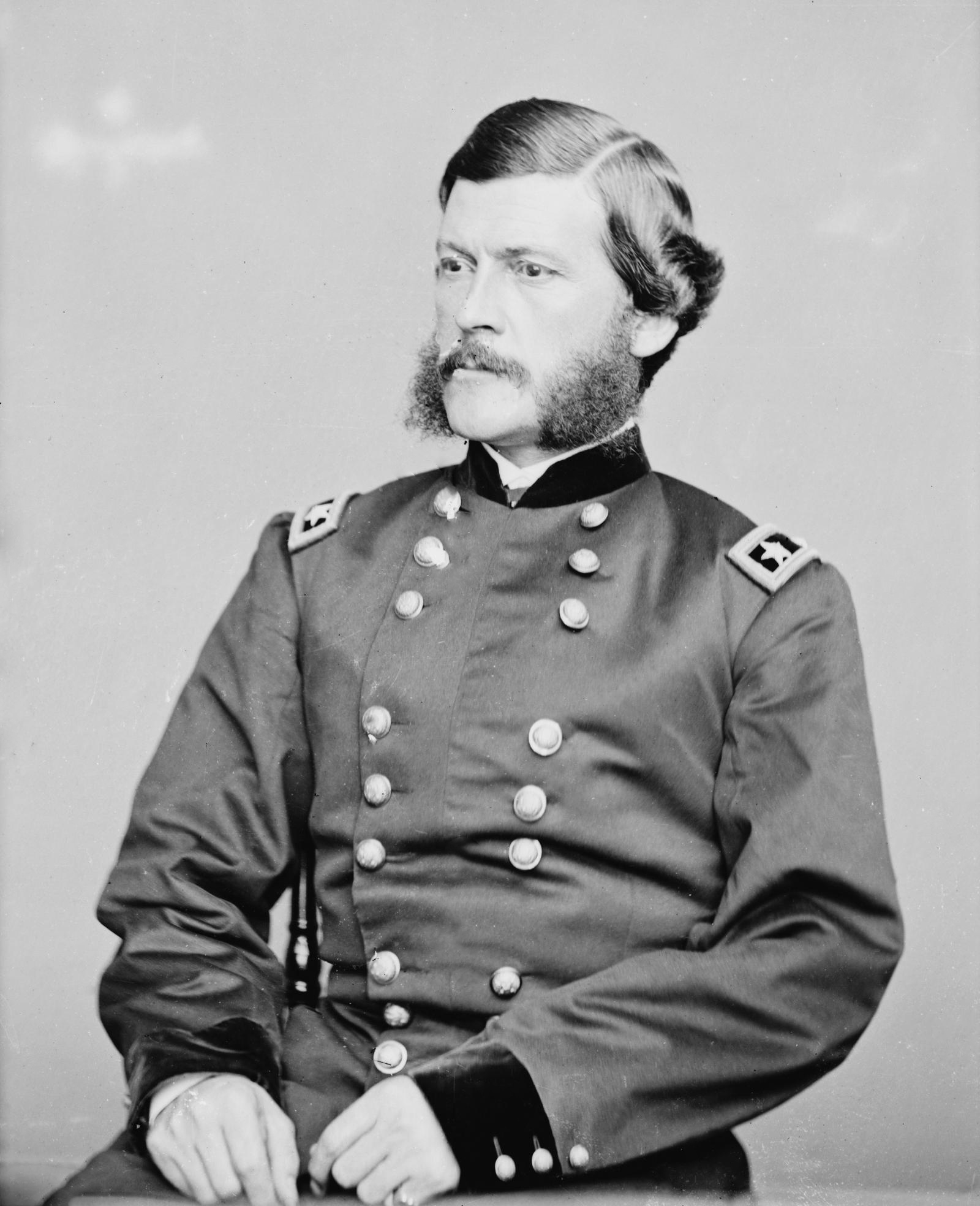
John G. Parke IXe corps

### Confédération

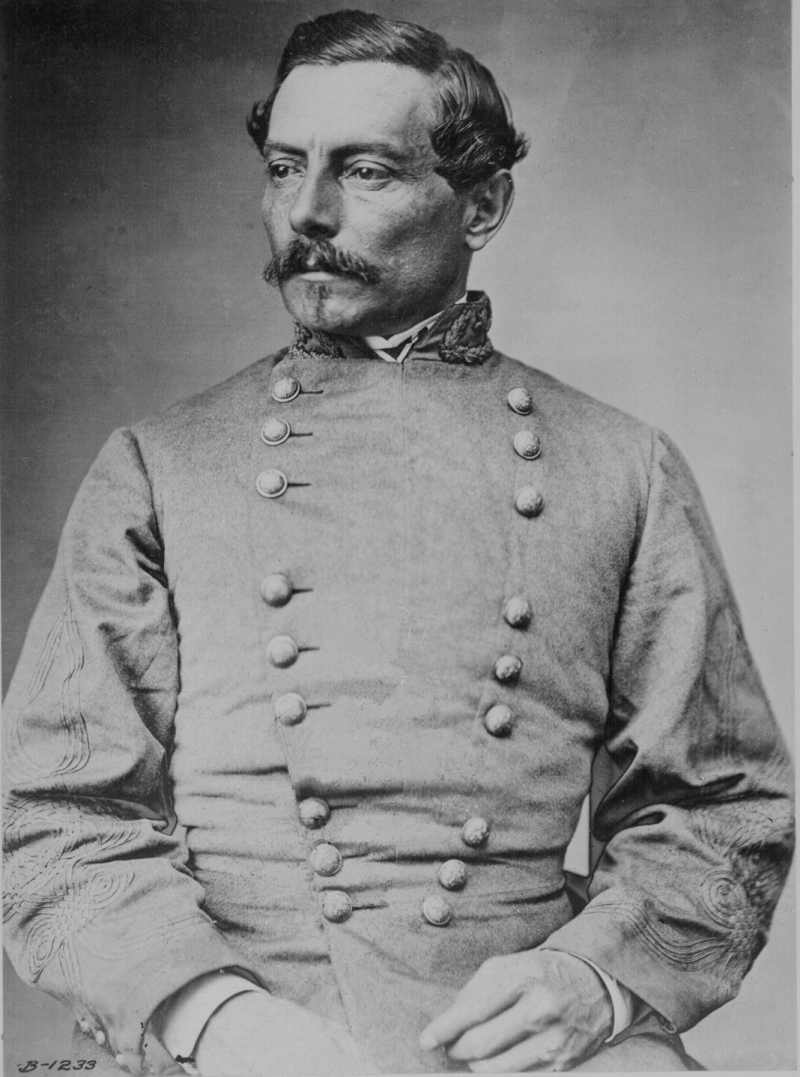
P. G. T. Beauregard Défenses de Petersburg
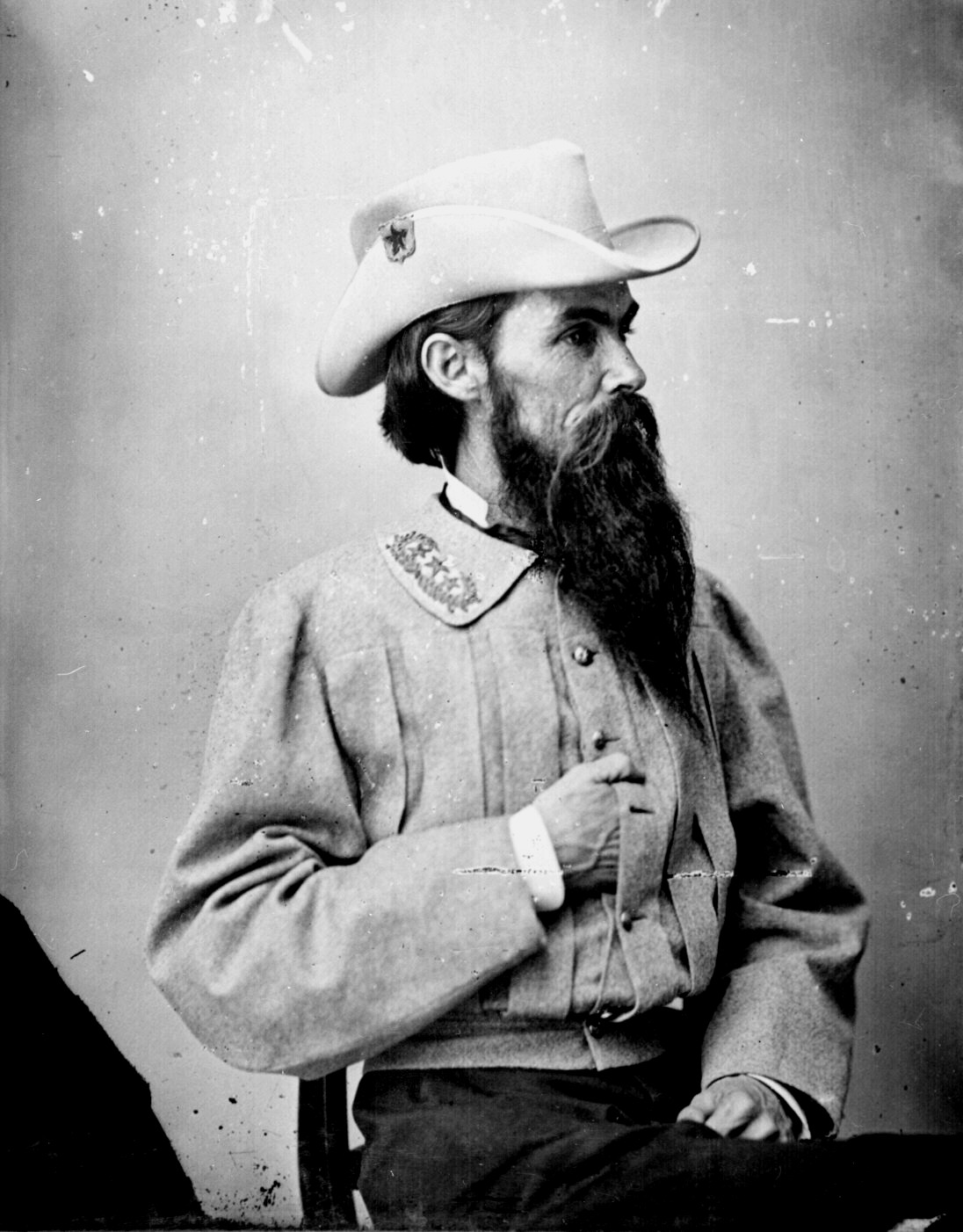
William Mahone IIIe corps
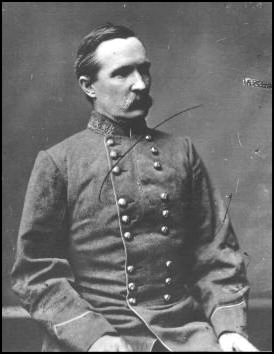
Henry Heth IIIe corps

## Bataille

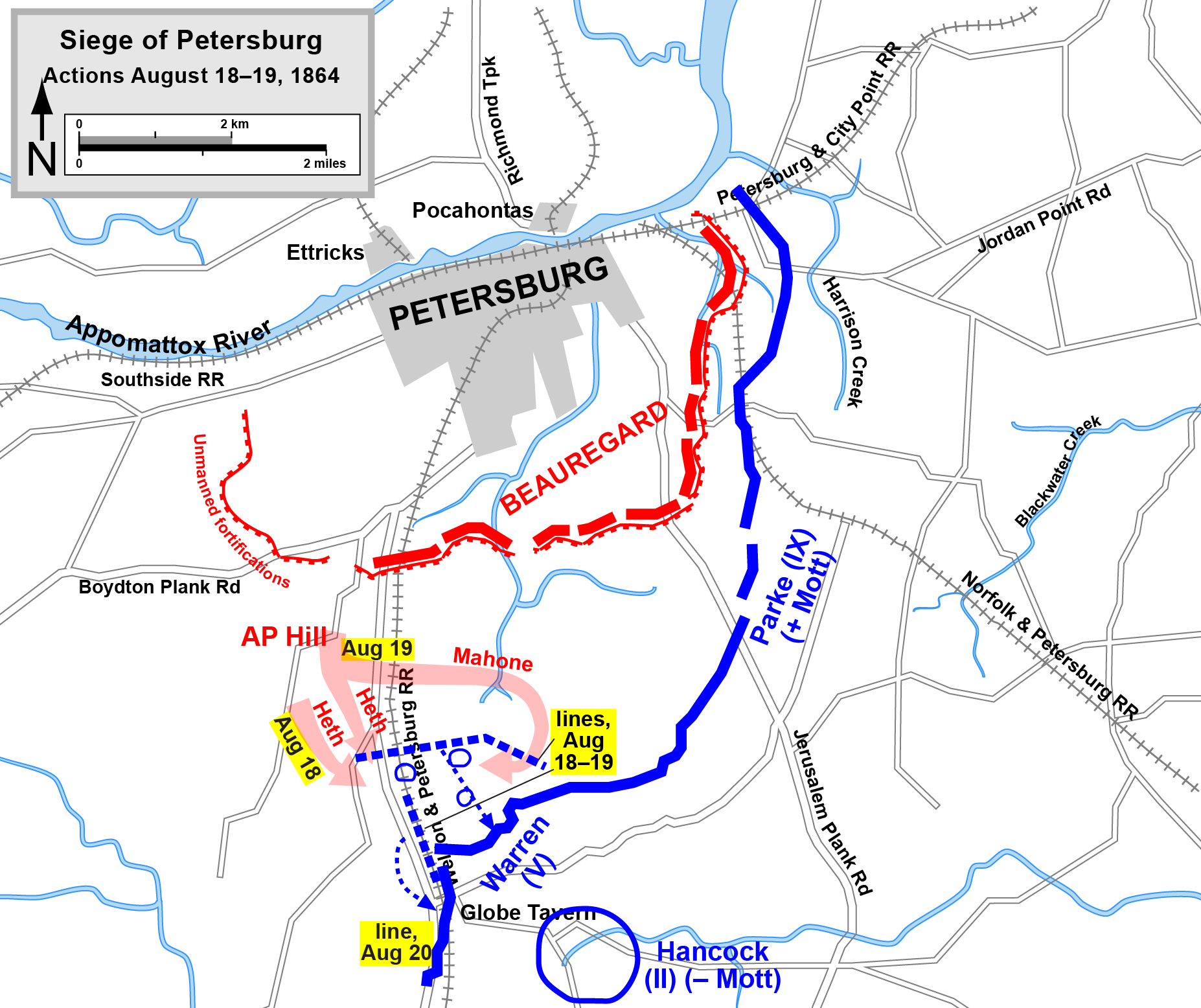
Siège de Petersburg, capture du chemin de fer de Weldon, les 18 août- 1864- et 19 août 1864-

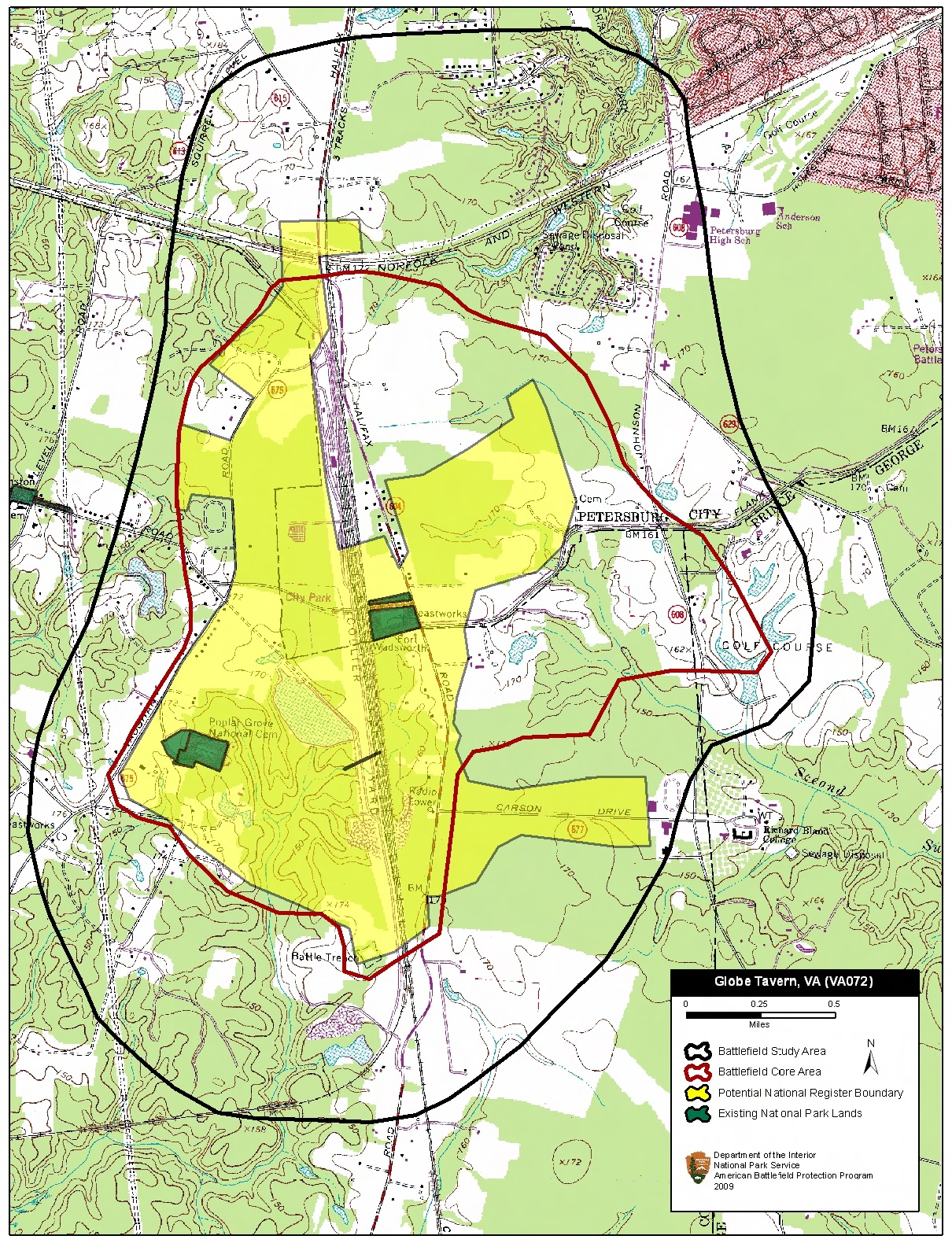
Carte du champ de bataille de Globe Tavern et des zones d'étude par le programme de protection des champs de bataille américains.

A l'aube du 18 août, Warren avance vers le sud à travers la pluie et sur des routes boueuses, poussant de côté les piquets confédérés et une brigade de cavalerie, et atteint le chemin de fer à Globe Tavern vers 9 heures du matin. Des parties de la division sous les ordres du brigadier général Charles Griffin commencent à détruire la voie ferrée tandis qu'une brigade de la division du brigadier général Romeyn B. Ayres se met en ligne de bataille et part vers le nord pour bloquer toute progression confédérée dans cette direction. La division du brigadier général Lysander Cutler est tenue en réserve. Ayres rencontre les troupes confédérées à environ 13 heures et Warren ordonne à la division commandée par le brigadier général Samuel W. Crawford d'aller de l'avant sur la droite d'Ayres dans une tentative de déborder la gauche confédérée.
A. P. Hill envoie deux brigades de la division du major général Henry Heth et une brigade de la division du major général Robert F. Hoke pour répondre à l'avancée des divisions de l'Union. À environ 14 heures, elles lancent une forte attaque et repoussent les troupes de l'Union à moins d'un kilomètre six cents (un mile) de Globe Tavern. Warren contre-attaque et reprend le terrain perdu. Ses hommes se retranchent pour la nuit.
Des renforts arrivent pendant la nuit—le IXe corps de l'Union sous les ordres du major général John G. Parke (qui a été relevé de ses fonctions dans les tranchées autour de Petersburg quand les troupes du IIe corps de Hancock reviennent de Deep Bottom) et la division de cavalerie du major général confédéré W. H. F. « Rooney » Lee et trois brigades d'infanterie de la division du major général William Mahone. Le contact est limité à une escarmouche sous une pluie battante pendant la plus grande partie de la journée du 19 août. En fin d'après-midi, Mahone lance une attaque de flanc qui trouve un point faible de la ligne de Crawford, permettant aux confédérés de se précipiter dans les arrière de l'Union, causant la fuite de centaines d'hommes de Crawford dans la panique causée par les tirs qui convergent sur eux de deux directions. Crawford galope parmi ses hommes, en essayant de les rallier, et est presque capturé. Près de deux brigades sont perdues en tant que prisonniers. Alors que Mahone attaque la droite de l'Union, Heth lance un assaut frontal contre le centre et la gauche, qui est facilement repoussé par la division d'Ayres. Le IXe corps contre-attaque et le combat rapproché généralisé se termine à la tombée de la nuit.
De fortes pluies empêchent tout combat significatif le 20 août, et dans la nuit du 20 au 21 août, Warren retire ses troupes de trois kilomètres (deux miles)  sur une nouvelle ligne de fortifications qui sont connectés avec les lignes principales de l'Union sur la route de Jerusalem Plank (l'actuelle U.S. Route 301, route du Cratère). Le beau temps revient la matinée du 21 août et les confédérés attaquent dès 9 heures, avec Mahone frappant la gauche fédérale et  Heth le centre. Les deux attaques sont infructueuses contre les retranchements solides et entraînent de lourdes pertes, en particulier dans la brigade du brigadier général Johnson Hagood. Le brigadier général John C. C. Sanders de la division de Mahone, à 24 ans l'un des plus jeunes généraux confédérés de la guerre, est tué lors de l'assaut. À 10 heures 30 du matin, les Confédérés se retirent, laissant plusieurs kilomètres du chemin de fer de Weldon dans les mains de l'Union mains.

## Conséquences
Nous venons de repousser une attaque de la division de Mahone venant de l'ouest de la voie ferrée. Elle a été écrasée facilement.

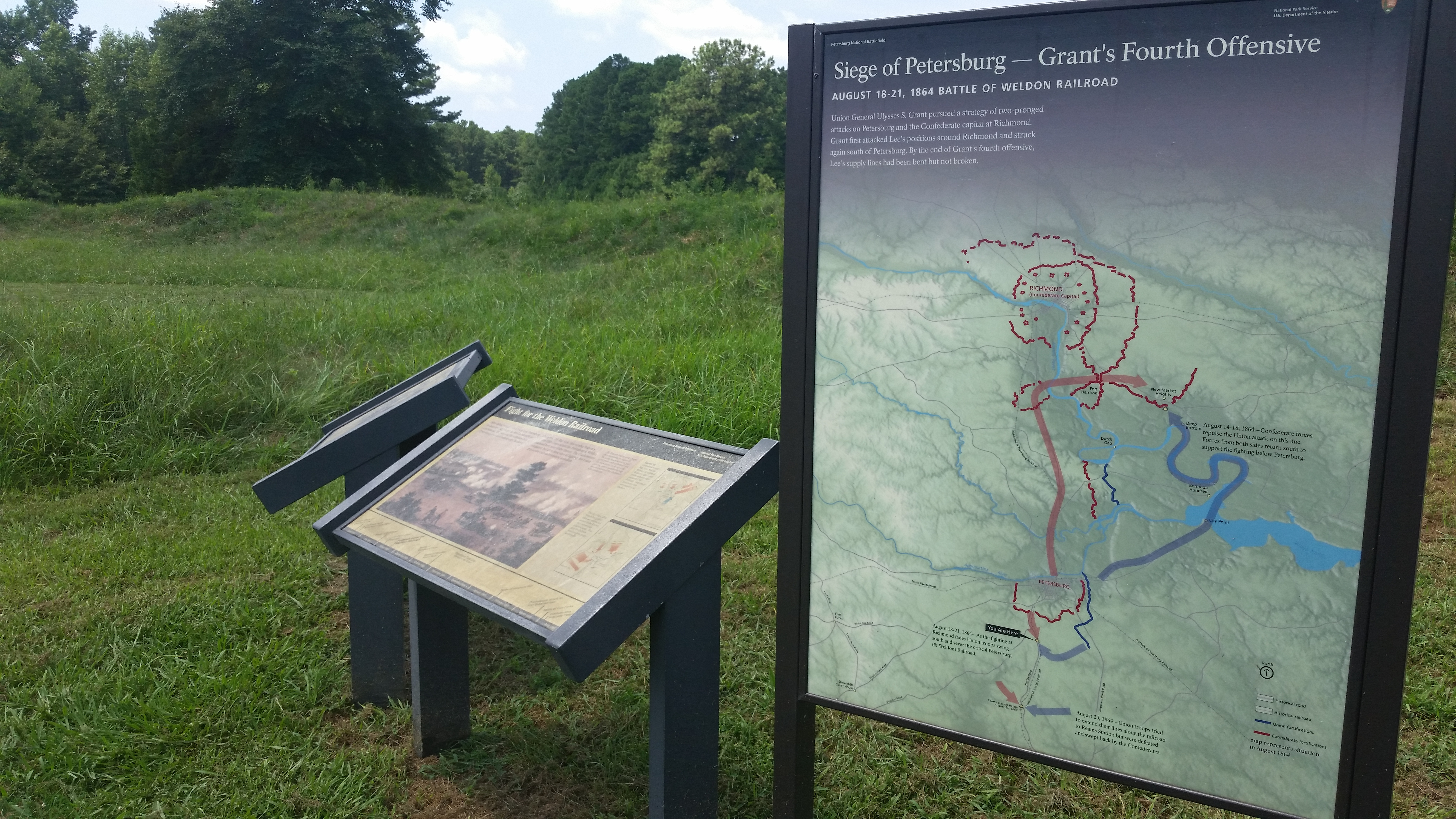
Marque du service des parcs nationaux à fort Wadsworth

Les pertes de l'Union à Globe Tavern s'élèvent à 4 296 (251 tués, 1 148 blessés, 2 897 disparus/capturés), celles des confédérés à 1 620 (211 tués, 990 blessés, 419 disparus/capturés). Les confédérés perdent une partie critique du chemin de fer de Weldon et sont forcés de transporter le ravitaillement par chariots à 30 milles (48,28032 km) de la voie ferrée, à Stony Creek au dessus de la route de Boydton Plank dans Petersburg. L'armée de l'Union remporte sa première victoire lors du Siège de Petersburg et atteint un objectif majeur. Grant rompt la Weldon et étend son siège jusqu'à Globe Tavern, mais ce n'est pas encore un problème critique pour les confédérés. Un membre de l'état-major de Lee  écrit, « Tandis que nous sommes gênés, aucun dommage matériel ne nous a été fait ».

Grant n'est pas entièrement satisfait avec la victoire de Warren, qu'il caractérise, à juste titre, comme entièrement de nature défensive :

« Il me semble que lorsque l'ennemi sort de ses travaux et attaque et qu'il est repoussé, il doit être suivi vigoureusement jusqu'à la dernière minute avec chaque homme. Tenir la ligne n'a aucune importance pendant que les troupes opèrent devant. »

Voulant compléter le contrôle de son armée de contrôle sur le chemin de fer, Grant rappelle le IIe corps de sa tentative échouée à Deep Bottom de destruction du Weldon plus au sud, une action qui aboutit à la deuxième bataille de Ream's Station, le 25 août 1864.